# John Evershed
John Evershed (26 février 1864 - 17 novembre 1956) est un astronome anglais. Il est le premier à observer les mouvements radiaux des taches solaires, un phénomène maintenant connu sous le nom d'effet Evershed.

## Biographie
Evershed est né à Gomshall, Surrey de John et Sophia (née Price) Evershed . Il fait la découverte qui porte son nom à l'observatoire de Kodaikanal en 1909. Après sa retraite en 1923, il installe un observatoire privé à Ewhurst, Surrey et construit un grand spectrohéliographe de conception spéciale et un autre avec un prisme liquide à haute dispersion. Il continue à étudier les longueurs d'onde des raies H et K dans les proéminences, donnant des valeurs de la rotation solaire à des niveaux élevés sous différentes latitudes et à différentes phases du cycle solaire. Les travaux se poursuivent jusqu'en 1950, date à laquelle l'observatoire ferme et il offre certains de ses instruments à l'observatoire royal de Greenwich à Herstmonceux. À l'automne 1890, il est membre fondateur de la British Astronomical Association. Il dirige sa section de spectroscopie solaire (1893-1899) et sa section spectroscopique (1924-1926).

## Prix et distinctions
En 1894, Evershed est élu membre de la Royal Astronomical Society, en 1918, il reçoit la médaille d'or de la Royal Astronomical Society. Il est élu membre de la Royal Society en mai 1915 . Le cratère Evershed sur la Lune est nommé en son honneur. Il est récompensé en tant que Compagnon de l'Empire indien à sa retraite en 1923.

## Vie privée
Evershed est marié à sa collègue astronome Mary Acworth Orr Evershed, avec qui il co-écrit des travaux. Il est décédé à Ewhurst, Surrey, le 17 novembre 1956. Il s'intéresse également aux lépidoptères et autres insectes . WH Evans décrit un papillon et le nomme d'après Evershed (Thoressa evershedi-Evans, 1910) car le premier spécimen a été collecté par Evershed . En 2015, ses archives sont acquises par le Science Museum de Londres.